# IT-Administrator (Zeitschrift)
IT-Administrator – Das Magazin für professionelle System- und Netzwerkadministration ist eine 2004 gegründete Computerzeitschrift, welche in deutscher Sprache erscheint. Das Magazin wird vom Heinemann Verlag publiziert. Es handelt sich um eine Fachzeitschrift für den System- und Netzwerkadministrator. Neben Produkttests und technischen Hintergrundberichten stehen im Heft vor allem die Beiträge im Vordergrund, die den beruflichen Alltag unterstützen sollen. Dazu zählen Workshops, Tipps und Tricks und Reportagen über den Einsatz unterschiedlicher Produkte.
Das von der Medialinx AG herausgegebene Admin-Magazin wurde mit April 2014 vom Heinemann Verlag übernommen und in die Zeitschrift IT-Administrator integriert.

## Erscheinungsweise
Die Zeitschrift erscheint seit September 2004 monatlich. Seit 2008 veröffentlicht die IT-Administrator-Redaktion neben den zwölf regulären Monatsausgaben zweimal im Jahr ein Sonderheft.